# Jeff Sarwer
Jeff Sarwer blev født den 14. maj 1978 i Kingston. Han er skakspiller og har en fortid som skak-vidunderbarn. På grund af hans store talent blev medierne meget interesseret i ham og han har deltaget i mange TV-programmer og har givet mange interviews siden. Han lærte at spille skak da han var 4 år gammel af sin ældre søster Julia. Som 6-årige begyndte han at spille i Manhattan Chess Club i New York. Han gjorde et stort indtryk på klubbens ejer Bruce Pandolfini og blev tildelt et livsvarigt gratis medlemskab. Det var en stor ære, fordi Manhattan Chess Club var dengang en af de mest prestigefyldte klubber i verden. I 1986 blev Jeff verdensmester i skak i U-10 kategorien. Bruce Pandolfini kaldte ham den mest usædvanlige unge spiller han har set i sit liv (og han har trænet tusindvis af dygtige unge skakspillere) og Allen Kaufman som var leder af American Chess Society sagde, at 9-årige Sarwer var bedre end Bobby Fischer i en alder af 11 år.
Siden Jeff var 7 år gammel plejede Jeff en gang imellem at underholde store folkemængder ved at genenmføre 40 partier skak på samme tid og vinde dem alle. Det gjorde han oftest til Canada Dag på Parliament Hill i Ottawa eller i Washington Square Park i New York.

## Sarwers liv i medierne
Der er for få eller ingen kildehenvisninger i denne artikel, hvilket er et problem. Du kan hjælpe ved at angive troværdige kilder til de påstande, som fremføres i artiklen.

Da Jeff var 8 år gammel fangede han Edmar Mednis' opmærksomhed (stormesteren i skak). Han bad Sarwer om at analysere en kamp under verdensmesterskab i 1986 mellem Garrim Kasparow og Anatolij Karpow på en amerikansk tv-kanal PBS. Det viste sig, at han var god til det og han fortsatte at analysere andre kampe sammen med sin søster Julia. De blev berømte i medierne og begyndte at stille op i flere og flere tv-programmer. Der opstod mange artikler om dem i aviser, såsom GQ og Sports Illustrated.
Da Sarwers far kom til at forstå, at han ikke havde styr på sin søns liv længere, besluttede han at flytte sammen med børnene ud af New York. Senere fik han problemer med Børnehjælpsforeningen i Ontario, da han blev anklaget om at bruge vold mod sine børn: Jeff og Julia. Til sidst blev børnene flyttet til fosterfamilier. Der var tale om, at de blev udsat for fysisk og psykisk vold og ikke gik i skole. Søskende var dog ikke glade og flygtede for at vende tilbage til faren. Familien gemte sig for politiet ved at ganske ofte skifte sin bopæl. Gennem årene boede de i mange forskellige lande og levede et usædvanligt liv.  

## Jonathan Poe
I 1993 blev der udgivet en film, som hed Searching for Bobby Fisher. Jeff Sarwers karakter blev portrætteret som Jonathan Poe. I filmens klimaksscene afviser Poe tilbuddet om en remis og til sidst taber han i spillet. I vikeligheden sluttede spillet uafgjort og Jeff delte sejret med sin modstander Joshua Waitzkin. På dette tidspunkt af karrieren var Sarwer 7 år og Joshua 9 år.  

## Comeback
Efter Jeff var forsvundet sammen med sin familie, troede mange, at han ikke ville spille skak igen.
Men i 2007 stillede han sig op til en turnering i Malbork og indtog en tredjeplads uden at have trænet i lang tid. Han sluttede med et resultat 7/9 i en gruppe af 86 spillere, heriblandt 4 stormestre. I Januar 2010 gav Sarwer et interview til Cheff Life Online hvor han fortalte om sine oplevelsen fra turneringen og sit nuværende liv i Europa. I August 2010 opstod der en artikel om ham, hvor han snakkede om sin fars metoder, sin karriere i skak og sit comeback i det offentlige liv. Sarwer sagde at hvis han besluttede sig for at prioritere skak, ville han stræbe efter at blive stormester. Han fortalte, hvad der skulle til for at opnå målet. „Det ville kræve i det mindste 2 år af hardcore læring og praksis, især i begyndelsen af forberedelsen.” sagde han.  

## Poker
Siden 2008 har Sarwer spillet poker og deltaget i European Poker Tour, hvor han sluttede 5 gange men en pengepræmie. Blandt andet sluttede han på 10. pladsen i ETP i Warszawa i Oktober 2009 og på 3. pladsen i EPT Vilamoura i November 2009.  

## Eksterne links
- Interview med Jeff Sarwer US Chess
- Den store poker database Arkiveret 18. februar 2022 hos  Wayback Machine
- Bluff magasin artikel
- Pokerstars blog artikel Arkiveret 18. februar 2022 hos  Wayback Machine
- Sarwers profil på chessgames.com
- Jeff Sarwers profil og partier på chessgames.com (engelsk)
- Jeff Sarwers profil på chesstempo.com (engelsk)
- Jeff Sarwers profil hos FIDE (engelsk)
- Jeff Sarwers profil hos US Chess Federation (engelsk)
- Jeff Sarwers profil hos 365Chess.com (engelsk)
- Jeff Sarwers profil hos The Hendon Mob (engelsk)
- Jeff Sarwers profil hos Global Poker Index (engelsk)
- Jeff Sarwers profil hos World Series of Poker (engelsk)